# 陳倩瑩
陳倩瑩（英文：Daisy Chan），香港政治人物，曾經擔任民間人權陣線召集人、香港中文大學學生會外務副會長和香港專上學生聯會秘書長。畢業於香港中文大學政治與行政學系。

## 爭議
就2014年12月起始的退聯風波，陳倩瑩於其Facebook帳戶頁面炮轟香港大學提倡退出學聯者為「垃撚圾」、「就是幫中共」，獲得時任副秘書長岑敖暉讚好此則留言，引發激烈爭論。

## 外部連結
- 陳倩瑩Facebook帳戶 （页面存档备份，存于）